# Telephanus pallidulus
Telephanus pallidulus is een keversoort uit de familie spitshalskevers (Silvanidae). De wetenschappelijke naam van de soort werd in 1864 gepubliceerd door Louis Alexandre Auguste Chevrolat.